# Makemo
Makemo, Rangi-kemo oder Te Paritua, ist das viertgrößte Atoll des Tuamotu-Archipel. Es ist 70 km lang, zwischen 7 und 17 km breit und erstreckt sich über ca. 845 Quadratkilometer.

## Geographie
Zahlreiche Motu des Atolls liegen entlang der Nordseite des Atolls. Sie weisen eine dichte Vegetation auf. Der Atollring im Süden ist zwar geschlossen, jedoch ohne Motu. Die große Lagune hat zwei schiffbare Zugänge. Passe Arikitamiro (Passe Puheva) liegt unmittelbar östlich des Hauptorts im Osten des Atolls.
Hauptort des Atolls ist Pouheva im Osten. Im äußersten Nordwesten gibt es noch ein weiteres Dorf, Ohava. Unmittelbar östlich davon liegt die Passage Passe Tapuhiria. Acht Kilometer nordwestlich des Hauptorts liegt der 1976 eröffnete Flugplatz von Makemo. Es gibt eine Schule für 150 Kinder, die auch von den umliegenden Atollen kommen. Die Gemeinde Makemo besteht aus den Atollen Makemo, Haraiki, Marutea Nord, Katiu, Tuanake, Hiti, Tepoto Sud, Raroia, Takume, Taenga und Nihiru.

## Legende
Makemo gilt als Geburtsort des legendären Helden Moeava. Die Legende erzählt, dass er in Huarei, die Inselkönigin von Tepukamaruia, verliebt war. Der Gigant Patira begehrte die Königin ebenfalls, und es kam zum Zweikampf um Huarei auf der Insel Makemo. Moeva erreichte das Atoll als erster und tötete seinen Gegner mit Unterstützung des Gottes Tu, indem er einen großen Felsen, den er vor dem Eintreffen seines Gegners geformt hatte, an Patiras Kopf warf. Der Stein, der auf der Insel heute noch zu sehen ist, trägt den Namen Moeva.

## Geschichte
Das Atoll Makemo wurde am 10. März 1803 von John Buyers, dem Kapitän des britischen Handelsschiffes Margaret, für Europa entdeckt. Buyers war im Salzfleischhandel zwischen Port Jackson und Tahiti sowie mit sonstigen lukrativen Geschäften im Pazifik engagiert. Er nannte das unbewohnte Atoll Phillips Island.
Der deutsch-baltische Marineoffizier in russischen Diensten Fabian Gottlieb von Bellingshausen erreichte das Atoll am 15. Juli 1820 mit den Schiffen Mirny und Vostok und nannte es Prinz-Golenishchef-Kutuzov-Smolenskii-Insel. Auf alten Karten ist Makemo daher als „Kutuzov“ oder „Kotuzov“ eingezeichnet. Obwohl Bellingshausen am Strand zwei Männer mit einem Kanu sah, hielt die Insel für unbewohnt, da er weder Rauch noch sonstige Anzeichen für eine Siedlung erblicken konnte.

## Wirtschaft
Heute (2011) leben die Bewohner von Perlenzucht und Tourismus. Neben dem sagenumwobenen Felsen Moeva und einem Walheiligtum kann man den Leuchtturm der Stadt besichtigen, der einen alten Leuchtturm des Atolls Fakarava ersetzt.
Das Atoll wird von Zeit zu Zeit von Kreuzfahrtschiffen angefahren.

## Bildergalerie

Bilder
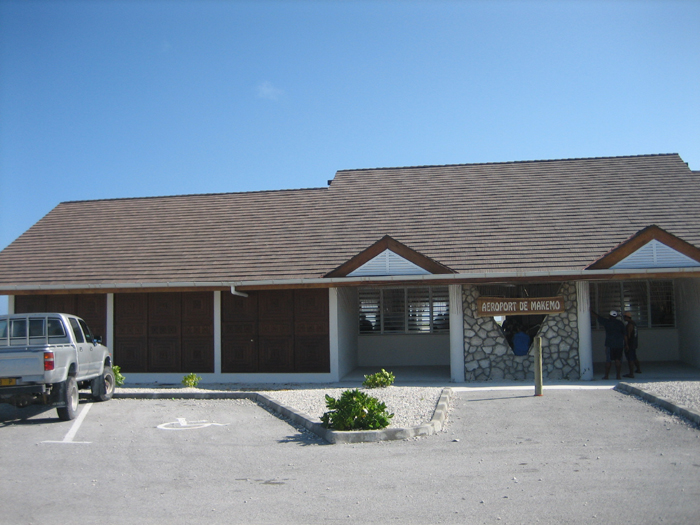
Flugplatz von Makemo
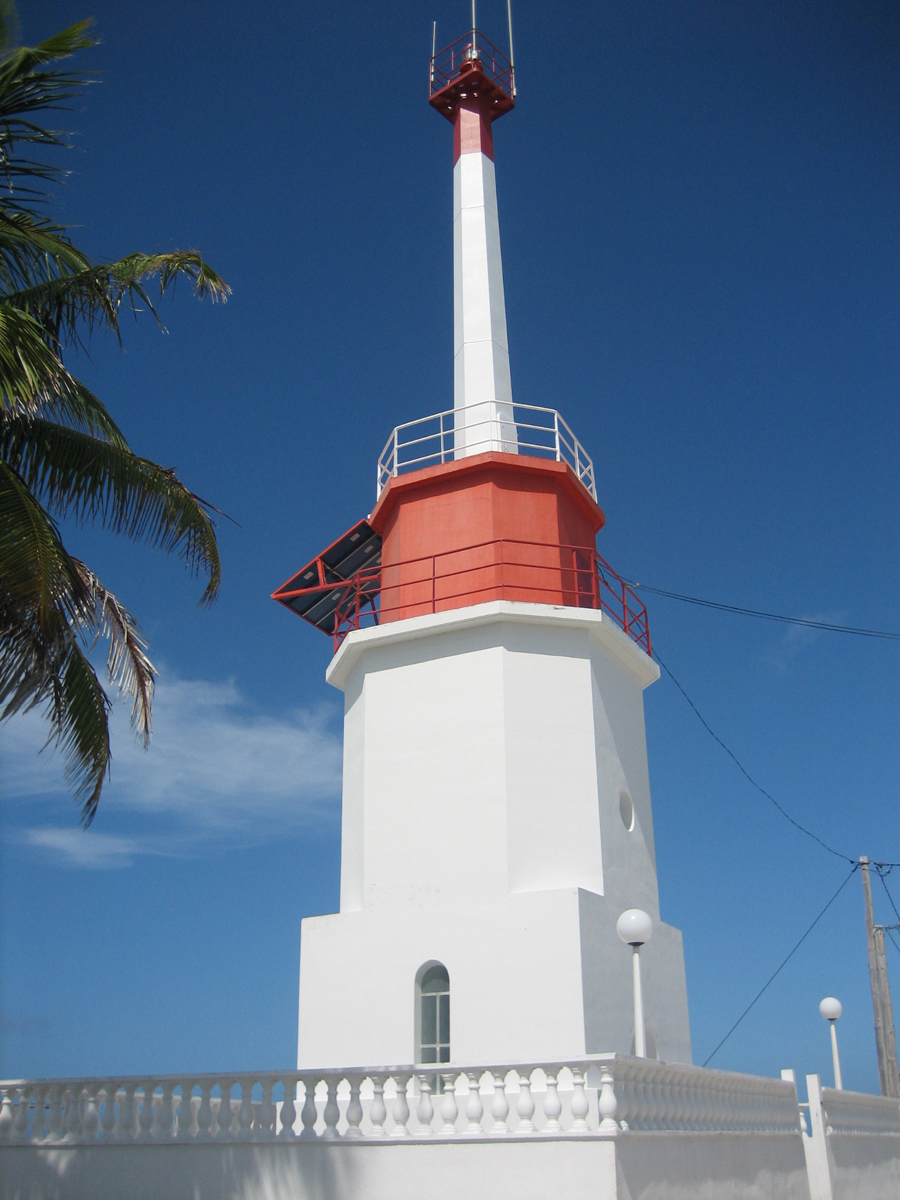
Leuchtturm von Makemo
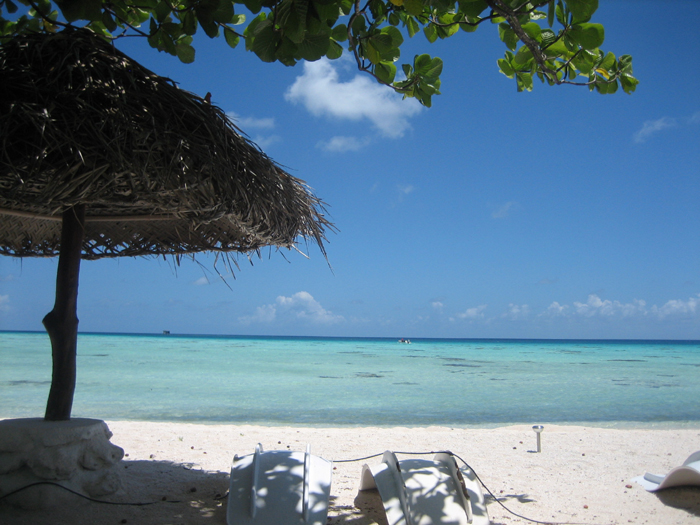
Strand auf Makemo
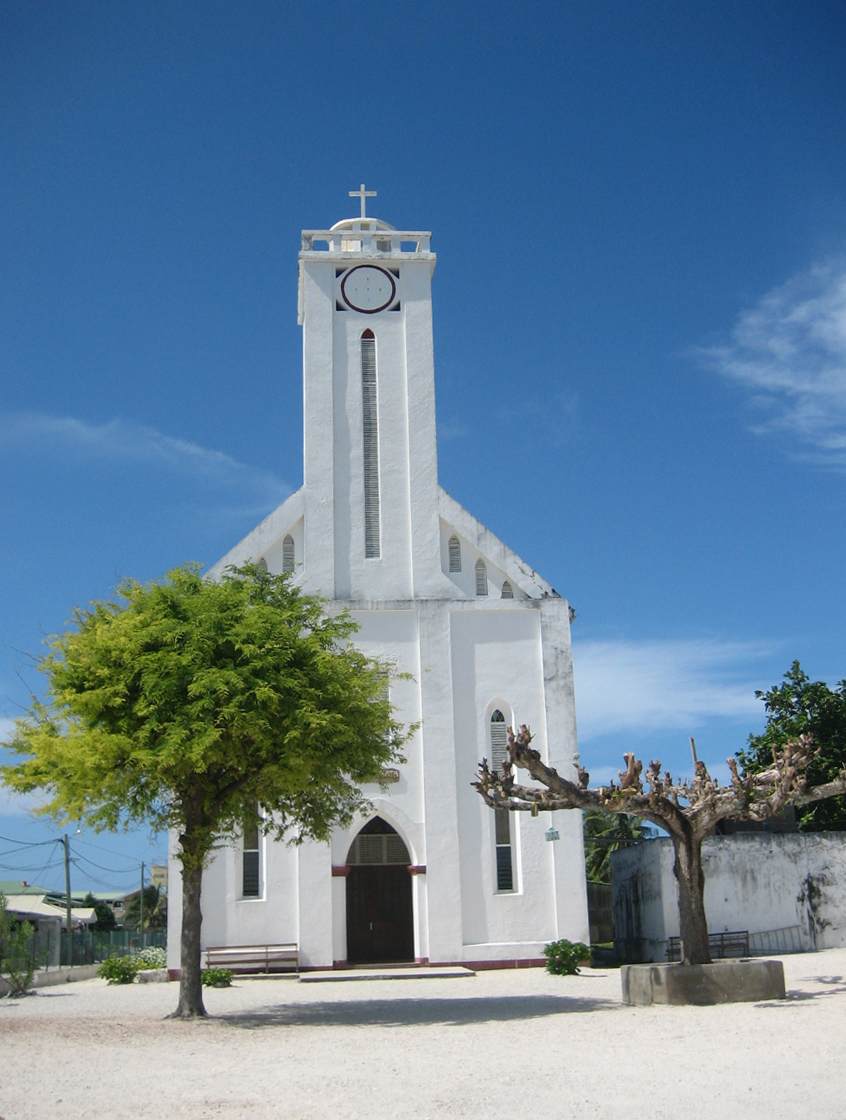
Stadtkirche
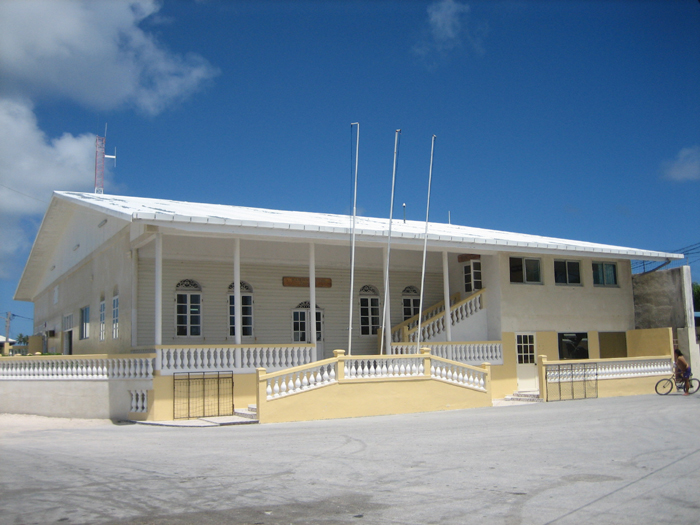
Rathaus und Polizeistation von Makemo
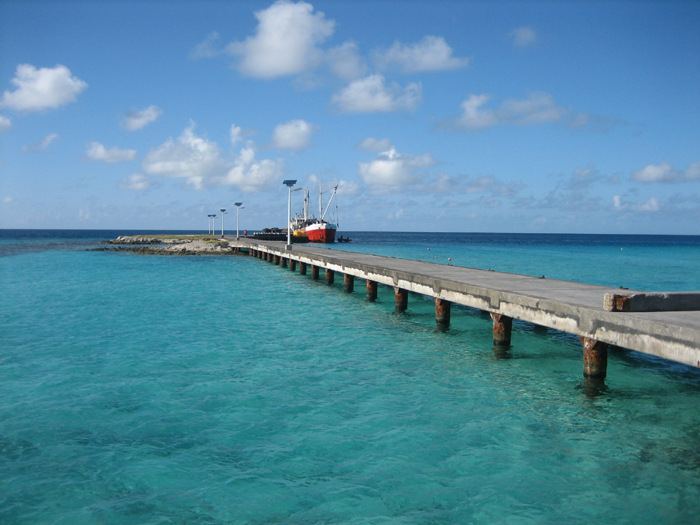
Hafen von Makemo